# Colégio Militar de Curitiba
O Colégio Militar de Curitiba (CMC) é uma escola militar pública localizada em Curitiba, Paraná, Brasil, fundada em 1959 pelo Exército Brasileiro. Oferece ensino fundamental II e médio, destacando-se pela disciplina rigorosa e práticas pedagógicas voltadas à formação cívica e intelectual.

## História
O CMC foi idealizado em 1956, durante o governo de Juscelino Kubitschek, por iniciativa do Ministro da Guerra, Henrique Teixeira Lott, e do governador do Paraná, Moysés Lupion, que solicitou um estudo para sua criação. Uma comissão, liderada pelo Tenente-Coronel Alípio Ayres de Carvalho, analisou terrenos entre 1956 e 1958, escolhendo uma área de 21 hectares no bairro Tarumã, doada pelo estado em 1959. A aula inaugural ocorreu em 21 de abril de 1959, com 43 alunos, sob o comando de Alípio Ayres de Carvalho. Inspirado no Colégio Militar do Rio de Janeiro e no Prytanée Militaire francês, o CMC visava formar cidadãos patriotas e humanistas.

## Organização Disciplinar
Baseado no Decreto nº 12.277 de 1947, o CMC organiza o dia em 8 horas de ensino (lições de 50 minutos), 8 horas para higiene, refeições e recreio, e 8 horas de repouso. Em 1961, o horário da tarde foi ajustado (13h30–16h20), com fiscalização rigorosa das sessões de estudo e uso de livros e cadernetas de tarefas. A disciplina, inspirada no Regulamento Disciplinar do Exército, inclui um Código de Honra (1960) que proíbe mentir, colar e furtar, visando formar o "homem padrão CMC".

## Projeto Pedagógico
O CMC adota práticas inovadoras, como o letramento no ensino de leitura. Em 2014, o gênero editorial foi trabalhado, com 65,21% dos alunos atingindo o nível discursivo em avaliações, articulando conhecimentos linguísticos e de mundo. Promove Educação Ambiental (EA), com gestão democrática, mas com limitações na formação de professores especializados em EA e no uso de espaços verdes. Atividades extraclasses, como grêmio literário e desportos, são incentivadas desde 1959.

## Estrutura
Localizado no Tarumã, o CMC ocupa 21 hectares, com infraestrutura de alta qualidade, incluindo áreas verdes subutilizadas, laboratórios de Física, Química e História Natural, biblioteca e sala de literatura. A arquitetura militar, com espaços abertos, facilita a vigilância e a disciplina.

## Símbolos e Tradições
O CMC valoriza a formação patriótica e humanística, expressa no discurso inaugural de Alípio Ayres de Carvalho, que destacou a importância da moralidade, civismo e exemplo. Tradições incluem cerimônias e o uso intensivo do tempo para moldar a personalidade dos alunos.